# バンド構造
バンド構造（バンドこうぞう、英: band structure）は、以下の2通りの使われ方がある。
- エネルギー差が非常に小さい数多くのエネルギー準位の集まりを、エネルギー的に連続であると見なしたもの。
- ポテンシャルや誘電率などの周期的構造中に存在する波動（電子や電磁波など）の分散関係のこと。

ここでは結晶などの固体の中の電子バンド構造（でんしバンドこうぞう、英: electronic band structure）を扱う。

## 実空間でのバンド構造

数多くの炭素原子が結合してダイヤモンド結晶を作った場合のバンド構造。
（右図）炭素原子のp軌道とs軌道のエネルギーと実空間での原子間距離との関係。（左図）ダイアモンドの原子間距離 a でのバンド構造の簡略図

例としてN個の炭素原子から成るダイアモンド結晶中の電子のバンド構造を考える。
もし炭素原子同士が互いに遠く離れていた場合、それぞれの炭素原子は同じエネルギーのs軌道とp軌道をもつ（縮退）。
炭素原子が互いに近づくと軌道が重なり、異なるエネルギーを持つN個の軌道に分裂する。
Nは非常に大きい数であるため分裂したエネルギーの間隔は非常に狭く、連続的な帯状であると見なすことができる。これをエネルギーバンドまたは単にバンドと呼ぶ。
原子間距離 a では、価電子帯と伝導帯と呼ばれる2つのバンドを作る。それぞれ化学結合における結合性軌道と反結合性軌道に対応する。
エネルギー的に隣り合うバンドのエネルギー差（エネルギーギャップ）はバンドギャップと呼ばれる。ダイアモンドの伝導帯と価電子帯のバンドギャップは5.5 eVである。バンドギャップにはエネルギー準位は存在しない。

## 波数空間

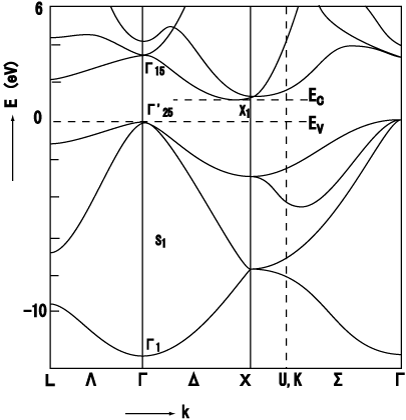
例：シリコン結晶のバンド曲線（概形）

一般的に波数kと対応するエネルギー固有値（固有エネルギー）εkとの関係を分散関係と言う。波数とバンド構造との関係はバンド曲線、E-k曲線（E-k分散）、バンド分散などと呼ばれることもある。
バンド構造は通常、縦軸がエネルギー、横軸が第一ブリュアンゾーンの適当に選んだいくつかの直線上のk点となっている（系の持つ対称性に依存する）。各k点上に電子の取り得る固有状態（バンド）があり、これらが繋がって曲線をなしている（繋がり方も重要）。バンド構造を見ることにより、バンドギャップが空いているかどうか（つまり対応する系が金属かそうでないか）、バンドの分散が強いか弱いかによる電子状態の違い（分散が弱いと、そのバンドの電子はより束縛された状態となっている。強いと逆）、異なる系同士のバンド構造を比較することにより、系の安定性（どちらがより安定か）などの議論が可能である（注：バンド構造だけでは判断できない場合もある）。

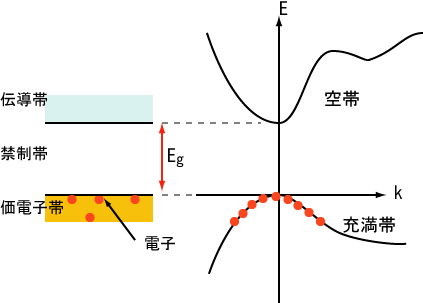
半導体のバンド構造。左図は状態密度の模式図で、右図は分散関係。Egがバンドギャップ（禁制帯）、その下の充満帯が価電子帯。禁制帯のすぐ上の空帯が伝導帯となる。

半導体（や絶縁体）においては、k空間を無視して、バンドギャップの周辺だけに注目した、より簡単な描写が良く用いられる。バンドギャップの項を参照。

## その他のバンド構造
電子のバンド構造と類似したものとして、フォノンの分散曲線（フォノニックバンド構造）やフォトニックバンド構造、プラズモニックバンド構造などがある。 